# José van der Ploeg
José María van der Ploeg, född den 4 maj 1958 i Barcelona, är en spansk seglare.
Han tog OS-guld i finnjolle i samband med de olympiska seglingstävlingarna 1992 i Barcelona.